# 博夏
博夏（義大利語：Bosia），是意大利库内奥省的一个市镇。总面积5平方公里，人口189人，人口密度37.8人/平方公里（2009年）。ISTAT代码为004026。